# Dead Can Dance (альбом)
Dead Can Dance (в переводе с англ. — «Мёртвый может танцевать») — дебютный студийный альбом австралийской группы Dead Can Dance, выпущенный на независимом британском лейбле 4AD в феврале 1984 года.

## Об альбоме
На CD-издании добавлены треки с «Garden of the Arcane Delight» — единственного мини-альбома коллектива, изданного отдельно только на грампластинке. Диск содержит треки, записанные за предыдущие четыре года до его выпуска.
На обложке альбома использовано изображение ритуальной маски из Папуа-Новой Гвинеи.

## Список композиций
1. «The Fatal Impact» — 3:21
2. «The Trial» — 3:42
3. «Frontier» — 3:13
4. «Fortune» — 3:47
5. «Ocean» — 3:21
6. «East of Eden» — 3:23
7. «Threshold» — 3:51
8. «A Passage in Time» — 4:03
9. «Wild in the Woods» — 3:46
10. «Musica Eternal» — 3:52

### Garden of the Arcane Delights
1. «Carnival of Light» — 3:31
2. «In Power We Entrust the Love Advocated» — 4:11
3. «The Arcane» — 3:49
4. «Flowers of the Sea» — 3:28